# Negativa invertida

Base de ginga > Negativa invertida

Base de ginga > Negativa invertida

La Negativa invertida (litt. "défense inversée", en portugais) est une position défensive de la capoeira utilisée pour esquiver ou pour les déplacements au sol.
La negativa invertida est une negativa qui se fait de dos à l'adversaire, mais pendant laquelle on garde toujours un œil sur lui en le regardant par-dessous le bras.